# Roberto Sosa (poète)
Roberto Sosa (né le 18 avril 1930 à Yoro au Honduras et mort le 23 mai 2011 à Tegucigalpa) est un poète hondurien.

## Biographie
Il est le fils d'un musicien d'orchestre, Alcido Sosa, qu'il suit dès l'âge de trois ans dans ses nombreux déplacements professionnels à travers le Honduras et au Salvador. C'est sa mère, Petrona Murillo Villalobos, qui se charge de son instruction et, en particulier, qui lui apprend à lire et à écrire. Quand ses parents reviendront se fixer plus durablement à Yoro, Roberto Sosa aura onze ans. Sa famille est pauvre et il doit commencer à travailler dès l'âge de cinq ou six ans : il vend du pain aux travailleurs d'une plantation de bananeraies. Il peut toutefois ensuite aller à l'école et découvre la littérature et la poésie. Il y découvre aussi sa vocation, poète, et commence à écrire dès l'âge de treize ans. Son enfance et son adolescence se partagent entre travail pour venir en aide à sa famille et aspirations littéraires. En 1964, il se rend à Tegucigalpa : là, il peut participer au monde intellectuel, et publie une revue de poésie, Presente. C'est le début d'une vie désormais vouée à l'écriture et à l'enseignement. 
Il partage ensuite son temps entre l'université de Cincinnati, où il est professeur de littératures hispano-américaine et espagnole, et son pays natal. Il publie de nombreux articles évoquant l'histoire du Honduras. En raison de ses prises de position, et alors que le Honduras est dominé par une dictature militaire, il doit, dans les années 1980, se réfugier au Nicaragua. Il revient plus tard au Honduras, et, en dehors de quelques voyages, vit principalement à Tegucigalpa. C'est là qu'il décède le 23 mai 2011.

## Aspects de l’œuvre
Il publie son premier livre, Los Pobres, en 1968, suivi, en 1971, d'Un Mundo Para Todos Dividido. Ses deux livres lui attirent une attention immédiate du public sud-américain et même mondial et une reconnaissance de la critique et de ses pairs. Los Pobres lui valent le prix Adonáis de Poésie. 
Son œuvre se poursuit, riche de six recueils de poésie, d'ouvrages en prose et de deux anthologies de la littérature hondurienne. 
En 1990, il publie Obra completa.
La même année, en France, il est fait chevalier de l'ordre des Arts et des Lettres. 

## Œuvres
- Caligramas (1959)
- Muros (1966)
- Mar interior (1967)
- Los pobres (1968)
- Un mundo para todos dividido (1971)
- Prosa armada (1981)
- Secreto militar (1985)
- Hasta el sol de hoy (1987)
- Obra completa (1990)
- Máscara suelta (1994)
- El llanto de las cosas (1995)
- Antología póstuma Honduras, poesía negra (2011)

## Œuvres traduites en français
- Les Larmes des choses, éd. la Différence, 1990
- Un monde divisé pour tous, Seghers, 1998